# 러시아와 우크라이나의 흑해 사건 목록
아래는 2003년 투즐라섬 분쟁과 2014년 러시아의 크림반도 합병 이후 러시아와 우크라이나 사이 흑해에서 발생한 충돌 사건의 목록이다.

## 2003년
2003년 10월 러시아가 우크라이나 정부와의 협의 없이 타만반도에서 흑해에 있는 우크라이나의 투즐라섬을 향해 댐을 건설하기 시작했다. 3.8 km 길이의 댐이 건설된 후 러시아-우크라이나 국경에서 건설이 중단되었다. 댐 건설로 해협의 조수 세기가 강해졌고 투즐라섬의 침식 강도도 악화되었다. 우크라이나 정부는 투즐라섬의 침식을 막기 위해 해협 바닥을 좀 더 깊이 파기 위한 지상 공사 작업에 자금을 지원했다.
러시아가 댐을 건설하기 위한 목적은 러시아 선박이 우크라이나 영해로 꼽히는 케르치 해협을 통행하면서 우크라이나에 통행료를 납부하는 일을 막기 위해서였다.
2003년 말 우크라이나와 러시아 양국은 케르치 해협을 양국의 내수로 지정하는 데 합의했다. 이 긴장은 러시아가 크림반도를 합병한 2014년에 종결되었다.

## 2015년
6월 3일 우크라이나 프리깃 헤티만 사하이다치니가 우크라이나 영해 인근에서 정찰 임무를 수행하던 러시아 프리깃 라드니를 탐지했다. 라드니함은 해협 지역의 항행을 방해하기 위해 이동하던 중이었다. 우크라이나 해군은 쾌속정 프릴루키, 소해정 헤니체스크와 해상경비대 소속 밀 Mi-14 헬리콥터, 쾌속정 미콜라이우를 동원했다. 라드니는 작전을 취소하고 복귀했다.

## 2017년
2017년 1월 27일 우크라이나의 잠수지원함 포차이우가 2014년까지 초르노모르나프토하즈가 관리하다 이후 러시아군이 점령한 시추장에서 저격당했다.
2017년 2월 1일에는 우크라이나 해군의 안토노프 An-26 수송기가 흑해의 오데사 가스전을 비행하는 동안 가스전 시추구에 주둔하고 있던 러시아군의 소화기 공격을 받았다. 이 가스전은 크림반도 쪽에 붙어있지 않은 우크라이나의 배타적 경제 수역(EZZ) 내에 있다고 밝혔다. 문제의 가스전의 이름은 정확히 밝혀지진 않았지만 크림반도 합병 여파로 러시아군이 장악한 채굴전 중 하나라고 밝혔다. 우크라이나군에 따르면 수송기는 훈련 비행 도중 소형 구견의 포탄에 맞았다고 발표했다.

## 2018년

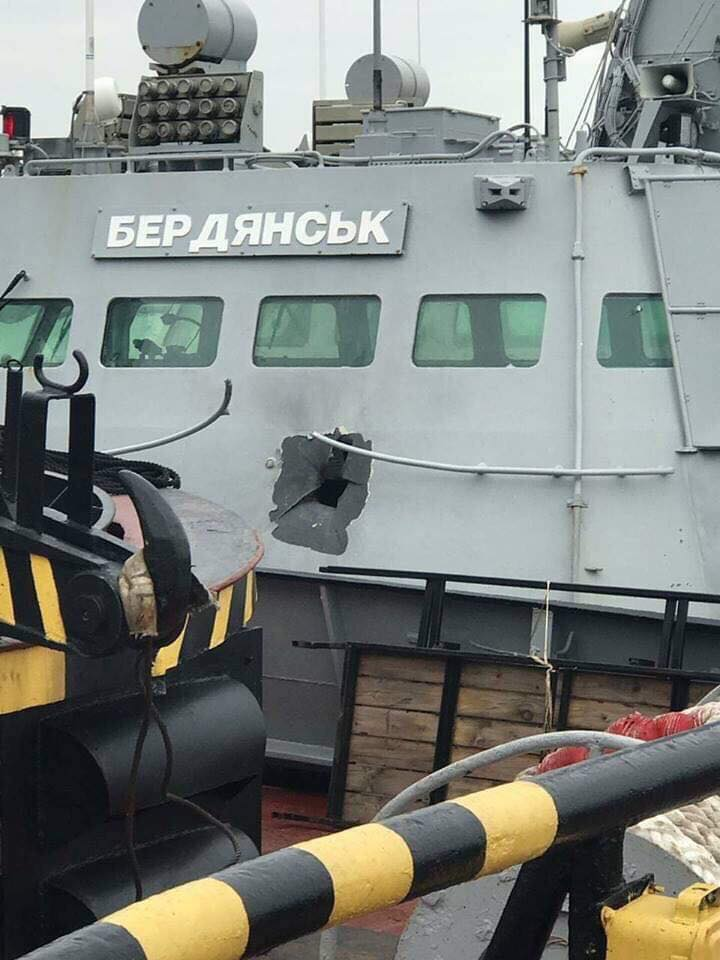
우크라이나군 소속 BA-02 베르댠스크가 러시아군에게 노획한 모습.

2018년 9월 21일 러시아가 점령한 크림반도에서 러시아군 소속 수호이 Su-27 항공기가 흑해 상공에서 예정된 임무를 수행하던 우크라이나군 An-26 수송기에 위험하도록 가까운 거리에 접근해서 공중에서 비상사태가 발생했다. 2018년 9월 25일에는 우크라이나 전략사령부의 참모 훈련인 볼리야-2018년 훈련 도중 러시아군 소속 Su-27 전투기가 우크라이나 군함 상공에 접근해 통과하는 일이 발생했다.
2018년 11월 25일 우크라이나 해군 함정 3척이 흑해 항구의 오데사에서 아조우해 해협의 베르댠스크로 재배치되던 도중 러시아 연방보안국(FSB) 군사의 공격을 받아 피해를 입고 나포되는 2018년 케르치 해협 사건이 발생했다.

## 2019년
2019년 여름 러시아는 어떠한 요청 없이 수많은 지역을 봉쇄하여 항해가 방해되어 우크라이나에서 조지아, 불가리아, 루마니아를 오가는 국제 운송이 거의 차단되었다. 7월 24일에는 흑해 전체 영역의 25%가 넘는 12만 km² 지역을 봉쇄했다.
2019년 7월 10일 국제적인 훈련인 시브리즈 2019 훈련을 실시하기 위해 흑해 해역 폐쇄와 관련하여 선상 통지가 이뤄졌음에도 불구하고 러시아 흑해함대 소속 구축함 스메틀리비함이 2019년 7월 10일 현지시각 오전 8시경 다국적 연합군 해군의 실포격 사격이 이뤄지던 항해금지구역에 진입해 위험한 상황이 발생했다.
2019년 8월 우크라이나 해군 소속 소형정찰함인 페레야슬라우함이 애저일 스피릿 2019 훈련에 참가하기 위해 중립수역에 있던 도중 승무원들이 러시아 해군 함정으로부터 라디오를 통해 경고방송을 통지받았다. 러시아 측은 이 해역이 봉쇄된 상태로 알려져 있기 때문에 우크라이나 측이 즉시 퇴거해야 한다고 주장했다. 국제 조사관들은 이 사실을 확인하지 않았고 페레야슬라우함은 원래 정해졌던 경로를 따라 그대로 이동하기로 결정했다. 뒤이어 러시아군 소속 대잠수함전 코르벳인 1124M/그리샤 V급 카시모프함이 우크라이나 함선 인근에 나타났다. 러시아군 코르벳의 공격적인 행동은 터키 공군 정찰기가 페레야슬라우 함 인근에 출동하고 나서야 멈췄다.. 이 사건은 애저일 스피릿 2019 훈련에 참여한 우크라이나 대표단의 일원으로 군사기자단으로 구성된 우크라이나 촬영팀이 촬영했다.

## 같이 보기
- 러시아-우크라이나 전쟁 기간 손실된 함선 목록